# Gnathostrangalia
Gnathostrangalia är ett släkte av skalbaggar. Gnathostrangalia ingår i familjen långhorningar.
Kladogram enligt Catalogue of Life:
| Gnathostrangalia | \| \| Gnathostrangalia aurivillei \| \| \| \| \| \| Gnathostrangalia bilineatithorax \| \| \| \| \| \| Gnathostrangalia conspicua \| \| \| \| \| \| Gnathostrangalia elliptica \| \| \| \| \| \| Gnathostrangalia longiceps \| \| \| \| \| \| Gnathostrangalia rufovittata \| \| \| \| \| \| Gnathostrangalia simianshana \| \| \| \| \| \| Gnathostrangalia tienmushana \| \| \| \| |
|                  | \| \| Gnathostrangalia aurivillei \| \| \| \| \| \| Gnathostrangalia bilineatithorax \| \| \| \| \| \| Gnathostrangalia conspicua \| \| \| \| \| \| Gnathostrangalia elliptica \| \| \| \| \| \| Gnathostrangalia longiceps \| \| \| \| \| \| Gnathostrangalia rufovittata \| \| \| \| \| \| Gnathostrangalia simianshana \| \| \| \| \| \| Gnathostrangalia tienmushana \| \| \| \| |
|                  | Gnathostrangalia aurivillei |
|                  | |
|                  | Gnathostrangalia bilineatithorax |
|                  | |
|                  | Gnathostrangalia conspicua |
|                  | |
|                  | Gnathostrangalia elliptica |
|                  | |
|                  | Gnathostrangalia longiceps |
|                  | |
|                  | Gnathostrangalia rufovittata |
|                  | |
|                  | Gnathostrangalia simianshana |
|                  | |
|                  | Gnathostrangalia tienmushana |
|                  | |